# رجال يمارسون الجنس مع رجال
الرجال الذين يمارسون الجنس مع رجال (بالإنجليزية: Men who have sex with men) وتعرف اختصاراً (MSM) هو المصطلح الذي يشير للأشخاص الذكور الذين يقحمون أنفسهم بممارسات جنسية مع أفراد من نفس جنسهم. ابتكر المصطلح لأول مرة في التسعينات بواسطة علماء الأوبئة، وذلك بهدف دراسة انتشار الأمراض بين جميع الرجال الذين يمارسون الجنس مع رجال، بغض النظر عن الهوية الجنسية، ليشمل كل ذكر مارس الجنس مع ذكر آخر وحتى البغايا منهم. غالبًا ما يستخدم المصطلح في الأدبيات الطبية والبحوث الاجتماعية لوصف هؤلاء الرجال كمجموعة للدراسات البحثية. وهو لا يصف أي نشاط جنسي محدد، وتعتمد الأنشطة التي يغطيها المصطلح على سياق البحث.

## الاستخدام التاريخي والسلوكي
كان مصطلح الرجال الذين يمارسون الجنس مع الرجال قيد الاستخدام في مناقشات الصحة العامة، وخاصة في سياق فيروس نقص المناعة البشرية (الإيدز)، منذ عام 1990 أو قبل ذلك، ولكن بداية استخدام الاختصار (MSM) كانت من قبل الدكتور مايكل غليك. أخيراً في عام 1994 أشير إلى أنه تم بلورة مفهوم علمي جديد. السبب وراء وضع هذا المفهوم السلوكي كان لسببان أكاديميان وجيهان. أولاً، سعى علماء الأوبئة إلى البحث عن فئات سلوكية من شأنها أن تقدم مفاهيم تحليلية أفضل لدراسة مخاطر الأمراض من الفئات القائمة على الهوية (مثل "المثليين" أو "المخنثين" أو "المستقيمين")، لأن الرجل الذي يُعرّف على أنه مثلي أو مزدوج الميول الجنسية ليس بالضرورة نشطاً جنسياً مع الرجال، والشخص الذي يعرّف على أنه مغاير الجنس قد يكون نشطاً جنسياً مع الرجال. ثانياً، يرتبط استخدامه بعدم الرغبة باستخدام مصطلحات الهوية الجنسية السائدة في أدبيات البناء الاجتماعي التي ترفض عادةً استخدام المفاهيم القائمة على الهوية عبر السياقات الثقافية والتاريخية. وتفترض مدونة هافينغتون بوست أن مصطلح (MSM) تم ابتكاره بواسطة كليو ماناغو، الرجل الذي يُنسب إليه أيضاً صياغة مصطلح محبة نفس الجنس (SGL).
لا يقتصر استخدام هذا المصطلح على المجموعات الفرعية الصغيرة المعروفة والمرئية عند المجتمع. ويختلف مصطلح الرجال الذين يمارسون الجنس مع رجال عن المثلية بشكل رئيسي في السلوكيات والهوية الاجتماعية، حيثُ أن المصطلح الأول يشير للأنشطة الجنسية بين الرجال، بغض النظر عن تحديد هوايتهم الجنسية، في حين أن مثلي الجنس يمكن أن يشمل تلك الأنشطة ولكن يُنظر إليه على نطاق أوسع على أنه هوية ثقافية. تشير المثلية الجنسية إلى الانجذاب الجنسي أو الرومانسي بين أفراد من نفس الجنس وهي لا يشترط فيها حدوث العلاقات الرومنسية. أما مصطلح غاي هي هوية اجتماعية ومصطلح اجتماعي يفضل استخدامه بشكل عام، في حين يستخدم مصطلح مثلي الجنس (Homosexuality) في السياقات الرسمية، على الرغم من أن المصطلحان غير متقاطعان تماماً. وقد يُشار للرجال غير المغايرين جنسياً أو المتشككين بجنسهم، بكلا المصطلحين أو بدون أي مصطلح منهما أو مزيج بينهما، أو أحد المصطلحات الحديثة التي تشير إلى هوية جنسية ورومانسية وثقافية معينة مثل ثنائية الشغف الجنسي.
في استبيانات حول المعرفة المتوفرة حول العلاقات الاجتماعية والسلوكيات الجنسيّة للرجال الذين يمارسون الجنس مع رجال في آسيا، توصل ماكنالي وداوست وغرايسون إلى أن هذه الفئة من الناس لا يتوافقون مع هوية اجتماعية واحدة في أي من البلدان التي تم تطبيق الاستبانات فيها. حيثُ لم تكن هناك سمات متماثلة بين الرجال الذين يمارسون الجنس مع رجال التي وقعت عليهم الدراسة سوى أنهم رجال وممارسين للجنس مع نفس جنسهم.
ويصعب تطبيق الأبحاث في الكثير من البلدان؛ لكون العلاقات المثلية غير قانونية أو محرمة، مما يجعل من الصعب الوصول إلى الرجال الذين يمارسون الجنس مع رجال.
أما الاستخدام الدقيق للمصطلح فهو متغير بسبب وجود المتحولات جنسيًا، أو بسبب الأشخاص الذين يعتبرون بيولوجيًا ذكور أو بسبب أن أعضائهم الجنسية غامضة، كما أن هناك العديد من الأشخاص يعرفون أنفسهم على أنهم إناث.

## الانتشار
من غير الممكن تحديد عدد الرجال الذين مارسوا الجنس مع رجل آخر. وفي الولايات المتحدة للرجال الذين تتراوح أعمارهم بين 15 و 44 عامًا، انخرط ما يقدر بنحو 6% في الجنس الفموي أو الشرجي مع رجل آخر في مرحلة ما من حياتهم، وحوالي 2.9% كان لديهم شريك جنسي واحد على الأقل في الأشهر الـ 12 الماضية.

## الممارسات الجنسية
تاريخيًا ارتبط الجنس الشرجي بشكل شائع بالمثلية الجنسية للذكور والرجال الذين يمارسون الجنس مع رجال. لكن العديد من الرجال الذين يمارسون الجنس مع رجال لا يمارسون الجنس الشرجي، وقد ينخرطون في ممارسات الجنس الفموي، أو ممارسة الجنس عن طريق التدلاك أو ممارسات الجنس الخارجي مثل الاستمناء المتبادل. وتطلق تسميات على الأدوار خلال الجنس الشرجي، فيسمى الشخص الذي يقوم بايلاج القضيب بالـ"توب" أو "موجب"، بينما الشخص المستقبل يدعى بالـ"بوتوم" أو "سالب"، أما الشخص الذي يقوم بالدورين يسمى بالـ"بوث" أو "المبادل". أما الذين لا يفضلون ممارسة الجنس الشرجي يطلق عليهم اسم "سايد".

### عدد الشركاء الجنسيين
أفادت دراسة أجريت عام 2007 أن اثنين من المسوحات السكانية الكبيرة وجدت أن "غالبية الرجال المثليين لديهم أعداد مماثلة من الشركاء الجنسيين غير المحميين سنويًا مثل الرجال والنساء المستقيمين". وفقًا إلى الدراسة الاستقصائية الوطنية للمواقف وأنماط الحياة الجنسية (NATSAL) عام 2013 (دراسة سكانية تمثيلية في المملكة المتحدة) كان لدى فئة MSM عدد 17 شريكًا جنسيًا مدى الحياة بالمتوسط، والذي تضمن جميع أشكال الاتصال الجنسي بما في ذلك الجنس الفموي والشرجي. كما ذكرت المجلة الطبية البريطانية في بحث وبائي يضم استطلاعات وطنية يشابه ما جاء به تقرير (NATSAL) عكست بشكل أفضل مجتمع MSM، لكنها محدودة التمثيل نتيجةً لأعداد العينات الصغيرة. تقوم الاستطلاعات من نوع العينة المقصودة المتوفرة بوضع عينات أكبر من الرجال الذين يمارسون الجنس مع الرجال، ولكنها تميل إلى المبالغة في تمثيل الرجال الذين يعتبرون مثليين ويخبرون عن المزيد من السلوكيات التي تنطوي على مخاطر جنسية.

## قضايا صحيّة

### الأمراض المنقولة جنسيًا
يُعتبر الجنس الشرجي دون استخدام الواقي الذكري عالي الخطورة لانتقال الأمراض المنقولة بالاتصال الجنسي. من بين الرجال الذين يمارسون الجنس الشرجي مع رجال آخرين، يعتبر الجنس الشرجي دون استخدام الواقي الذكري عالي الخطورة لانتقال الأمراض المنقولة بالاتصال الجنسي. يكون الشخص الذي يدخل قضيبه في شريك مصاب في خطر لأن الأمراض المنقولة جنسياً (STDS / STIs) يمكن أن تدخل من خلال مجرى البول أو من خلال جروح صغيرة أو سحجات أو قروح مفتوحة على القضيب. كما أن الواقي الذكري أكثر عرضة للمزع أثناء ممارسة الجنس الشرجي منه أثناء ممارسة الجنس المهبلي. وبالتالي، حتى مع استخدام الواقي الذكري، يمكن أن يكون الجنس الشرجي محفوفًا بالمخاطر.

### الإيدز
فيروس نقص المناعة المكتسبة (الإيدز) هو ذلك المرض الشهير الذي يضرب جهاز المناعة البشري، والذي يسببه فيروس فيروس العوز المناعي البشري. يمكن لهذا المرض أن يصيب أي شخص بغض النظر عن الجنس أو العرق أو التوجه الجنسيّ. في جميع أنحاء العالم، ما يقدر بنحو 5-10% من الإصابات بفيروس نقص المناعة البشرية هي نتيجة لممارسة الرجال الجنس مع الرجال. ومع ذلك، في العديد من البلدان المتقدمة، ينقل الرجال الذين يمارسون الجنس مع رجال المزيد من الإصابات بفيروس نقص المناعة البشرية أكثر من أي طريق آخر لانتقال العدوى. حيثُ أن في الولايات المتحدة، الرجال الذين مارسوا الجنس مع رجال منذ عام 1977 لديهم معدل انتشار لفيروس نقص المناعة البشرية 60 مرة أعلى من عامة السكان.
في عام 2007، كانت النسبة الأكبر المقدرة لتشخيص فيروس نقص المناعة البشرية (الإيدز) بين البالغين والمراهقين في الولايات المتحدة من الرجال الذين يمارسون الجنس مع رجال (MSM). في حين أن هذه الفئة تمثل 2% فقط من سكان الولايات المتحدة، إلا أنها تمثل 53% من إجمالي التشخيصات و 71% بين الرجال. وفقًا لدراسة اتحادية أجريت عام 2010، فإن واحدًا من كل خمسة رجال يمارسون الجنس مع رجال مصاب بفيروس نقص المناعة البشرية وتقريبًا نصفهم لا يدركون ذلك.
وفقًا لدراسة CDC، يختلف انتشار فيروس نقص المناعة البشرية بين MSM في الولايات المتحدة بشكل كبير حسب العرق. وحسب الدراسة فإن ما يصل إلى 46% للسود من الرجال الذين يمارسون الجنس مع رجال مصابون بفيروس نقص المناعة البشرية، بينما يُقدر معدل فيروس نقص المناعة البشرية بـ 21% للبيض الذين يمارسون الجنس مع رجال، و17% للجنس اللاتيني أو الإسباني. في الولايات المتحدة من عام 2001 إلى 2005 كانت السلوكيات الأكثر خطورة لانتقال العدوى هي الجنس بين الرجال (40-49% من الحالات الجديدة) والجنس المغاير عالي الخطورة (32-35% من الحالات الجديدة). تتزايد الإصابة بفيروس نقص المناعة البشرية بمعدل 12% سنويًا بين الرجال الأمريكيين الذين تتراوح أعمارهم بين (13-24 عامًا) الذين يمارسون الجنس مع رجال. يعزوا الخبراء ذلك إلى "إجهاد الإيدز" بين الشباب الذين لا يتذكرون أسوأ مرحلة للوباء في الثمانينيات وأوائل التسعينيات، بالإضافة إلى "تعب الواقي الذكري" بين أولئك الذين سئموا وخاب أملهم من نصائح ممارسة الجنس الآمن بلا هوادة. قد تكون الزيادة أيضًا بسبب العلاجات الجديدة. في البلدان النامية، تم وصف معدلات الإصابة بفيروس نقص المناعة البشرية على أنها تصاعدت بشكل كبير بين الرجال الذين يمارسون الجنس مع رجال. وقد وجدت الدراسات أن أقل من 5% فقط من الرجال الذين يمارسون الجنس مع رجال في إفريقيا وآسيا وأمريكا اللاتينية يحصلون على الرعاية الصحية المتعلقة بفيروس نقص المناعة البشرية.

### الوقاية من فيروس الإيدز
الوقاية قبل التعرض (PrEP) هي استخدام الأدوية لمنع انتقال فيروس نقص المناعة البشرية لدى الأشخاص الذين لم يتعرضوا للفيروس بعد. فقد ثبت أن PrEP فعال للغاية عند استخدامه وفقًا للإرشادات، مما يقلل من خطر الإصابة بفيروس نقص المناعة البشرية بنسبة تصل إلى 99٪. اعتبارًا من عام 2018، وافقت العديد من الدول على استخدام PrEP للوقاية من فيروس نقص المناعة البشرية (الإيدز)، بما في ذلك الولايات المتحدة وكوريا الجنوبية وفرنسا والنرويج وأستراليا وإسرائيل وكندا وكينيا وجنوب إفريقيا وبيرو وتايلاند والاتحاد الأوروبي وتايوان. وكانت نيوزيلندا من أوائل الدول في العالم التي قامت بتمويل برنامج PrEP للوقاية من فيروس نقص المناعة البشرية في مارس 2018.

### الأمراض الأخرى المنقولة جنسيًا
الرجال الذين يمارسون الجنس مع رجال أكثر عرضة للإصابة بالتهاب الكبد B والتهاب الكبد A من خلال الاتصال الجنسي غير المحمي. يوصي مركز السيطرة على الأمراض والوقاية منها (CDC) و ACIP بالتطعيم ضد التهاب الكبد (أ) والتهاب الكبد (ب) للرجال الذين يمارسون الجنس مع الرجال. حوالي ثلث سكان العالم، أي أكثر من ملياري شخص، مصابون بفيروس التهاب الكبد ب (HBV). والتهاب الكبد B هو مرض يسببه التهاب الكبد B الذي يصيب الكبد ويسبب التهابًا يسمى التهاب الكبد. ينتقل مرض الزُّهري الناجم عن عدوى بكتيريا اللولبية الشاحبة من شخص لآخر من خلال التلامس المباشر مع قرحة الزُّهري. والتي تنتشر بشكل رئيسي على الأعضاء التناسلية الخارجية أو في المهبل أو الشرج أو المستقيم. ويمكن أن تحدث القروح أيضًا على الشفاه والفم. يحدث انتقال البكتيريا أثناء ممارسة الجنس المهبلي أو الشرجي أو الفموي. في عام 2006، كانت 64% من الحالات المبلغ عنها في الولايات المتحدة بين الرجال الذين يمارسون الجنس مع رجال. ويتزامن هذا مع ارتفاع معدل الإصابة بمرض الزهري بين الرجال الذين يمارسون الجنس مع رجال في الدول المتقدمة الأخرى، ويعزى ذلك من قبل الباحثين الأستراليين والمملكة المتحدة إلى زيادة معدلات ممارسة الجنس غير المحمي بين الرجال الذين يمارسون الجنس مع رجال.
أما فيروس الورم الحليمي البشري (HPV) فهو فيروس شائع جدًا يصاب به معظم الأشخاص النشطين جنسيًا في الولايات المتحدة في وقت ما من حياتهم. يعبر بين الشركاء الجنسيين من خلال الاتصال التناسلي، كما ويوجد أيضًا في المناطق التي لا يغطيها الواقي الذكري. معظم الرجال الذين يصابون بفيروس الورم الحليمي البشري من أي نوع لا تظهر عليهم أي أعراض أو مشاكل صحية. لكن يمكن لبعض أنواع فيروس الورم الحليمي البشري أن تسبب الثآليل التناسلية أو سرطان القضيب أو سرطان الشرج. ويعتبر أن الرجال الذين يمارسون الجنس مع رجال الذين يعانون من ضعف في جهاز المناعة هم أكثر عرضة من الرجال الآخرين للإصابة بسرطان الشرج. وإن معدل الإصابة بسرطان الشرج بين الرجال الذين يمارسون الجنس مع رجال المصابين بفيروس الإيدز الإيجابي أعلى بتسع مرات من معدل الإصابة بسرطان الشرج للمصابين بفيروس الإيدز السلبي، حتى في العلاج المضاد للفيروسات العكوسة. وإن أعداد المصابين بفيروس الإيدز السلبي بين الرجال أعدادهم أكبر. كما أن الرجال المصابون بفيروس نقص المناعة البشرية هم أكثر عرضة للإصابة بالثآليل التناسلية الشديدة التي يصعب علاجها.
ويمكن أن ينتقل داء الجيارديات بين الرجال المثليين، على الرغم من أنه لا يُصنف عادةً على أنه من الأمراض المنقولة بالاتصال الجنسي. ويمكن أن يكون مسؤولاً عن فقدان الوزن الشديد والوفاة للأفراد الذين يعانون من ضعف في جهاز المناعة، وخاصةً فيروس الإيدز.

### الصحة النفسية
وفقًا لمراكز السيطرة على الأمراض والوقاية منها، فإن غالبية الرجال المثليين وثنائيي الجنس يتمتعون بصحة عقلية جيدة ويحافظون عليها، على الرغم من أن الأبحاث أظهرت أنهم أكثر عرضة لمشاكل الصحة العقلية. ويعود ذلك بسبب الوصمة ورهاب المثلية عواقب سلبية على الصحة. وبالمقارنة مع الرجال الآخرين، فإن الرجال المثليين ومزدوجي الميول الجنسية لديهم فرصة أكبر للإصابة بالاكتئاب واضطرابات القلق.

### جدري القرود
ثبت أن جدري القرود يظهر بعوارض غير متناسبة على الرجال الذين يمارسون الجنس مع رجال.

## الجدل حول التبرع بالدم والأنسجة
تفرض العديد من البلدان قيودًا على التبرع بالدم للرجال الذين مارسوا أو يمارسون الجنس مع رجال. كما وتفرض قيود مماثلة في العديد من البلدان على التبرع بالأنسجة مثل القرنية، وغالبًا ما تحصل فترات تأجيل أطول بكثير عند تبرعهم بالدم من المتبرعين المغايرين، لكن طول فترة التأجيل تختلف بين بلدٍ وآخر. كذلك تتطلب معظم البلدان في المعايير الوطنية للتبرع استجوابًا مباشرًا بشأن التاريخ الجنسي للمتبرع.

قيود التبرع بالدم للرجال الذين يمارسون الجنس مع الرجال
يمكن التبرع بالدم دون تأجيل
غير مسموح التبرع بالدم خلال فترة التأجيل
لا يسمح بالتبرع بالدم
غير معروف

سياسات التبرع بالدم للإناث الشريكات بالجنس مع رجال مارسوا الجنس مع رجال
يسمح للإناث بالتبرع بالدم
لا يسمح بالتبرع بالدم خلال فترة التأجيل
لا يسمح للإناث التبرع بالدم
غير معروف